# دوز رسول‌لو
دوز رسول‌لو (به لاتین: Düz Rəsullu) یک منطقه مسکونی در جمهوری آذربایجان است که در شهرستان گدابیگ واقع شده است. دوز رسول‌لو ۱۲۳۷ نفر جمعیت دارد.
نام مدرسه راهنمایی روستای دوز رسولو، مظاهر رستم اف است.